# Massenhausen (Neufahrn)

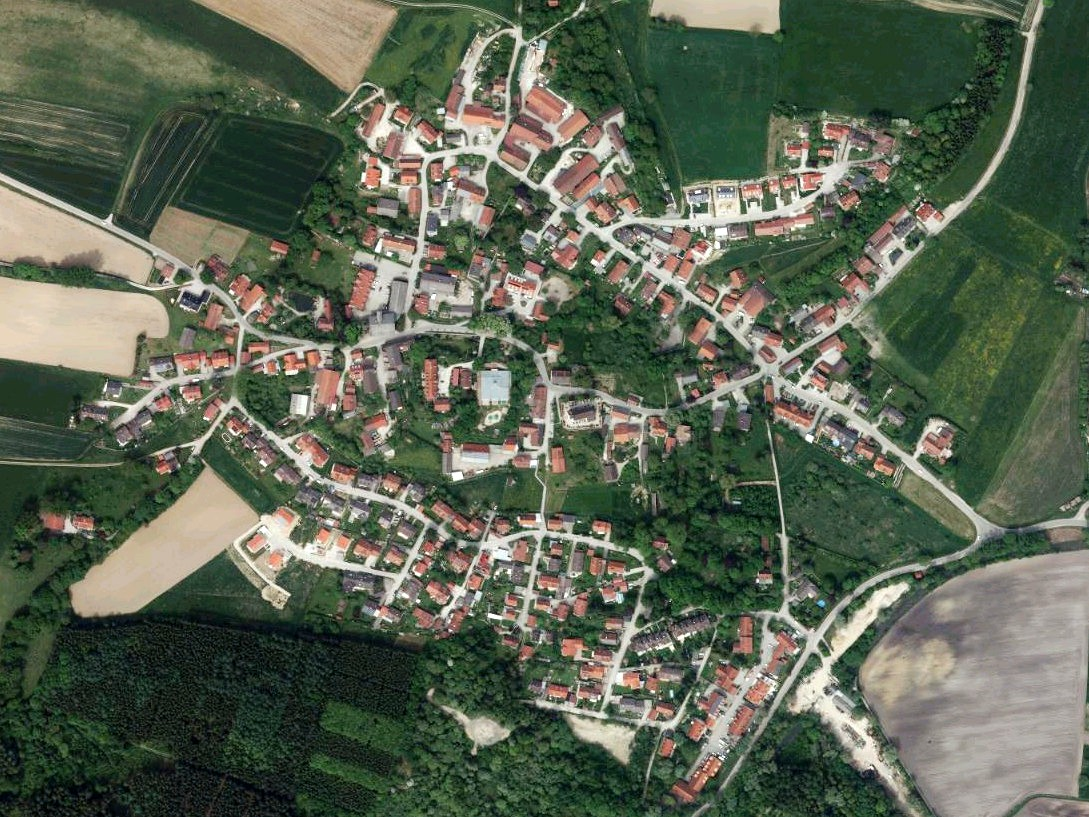
Luftaufnahme von Massenhausen

Massenhausen ist ein Gemeindeteil der Gemeinde Neufahrn bei Freising im Landkreis Freising (Oberbayern).

## Geographie
In unmittelbarer Umgebung im Osten und Süden des Ortes liegt das Freisinger Moos. In nordöstlicher Richtung beginnen die Erhebungen des tertiären Hügellandes, die bis zu 511 m hoch sind. Die Moosach fließt von Süden kommend am Dorfrand Richtung Nordosten weiter nach Freising. 

## Geschichte

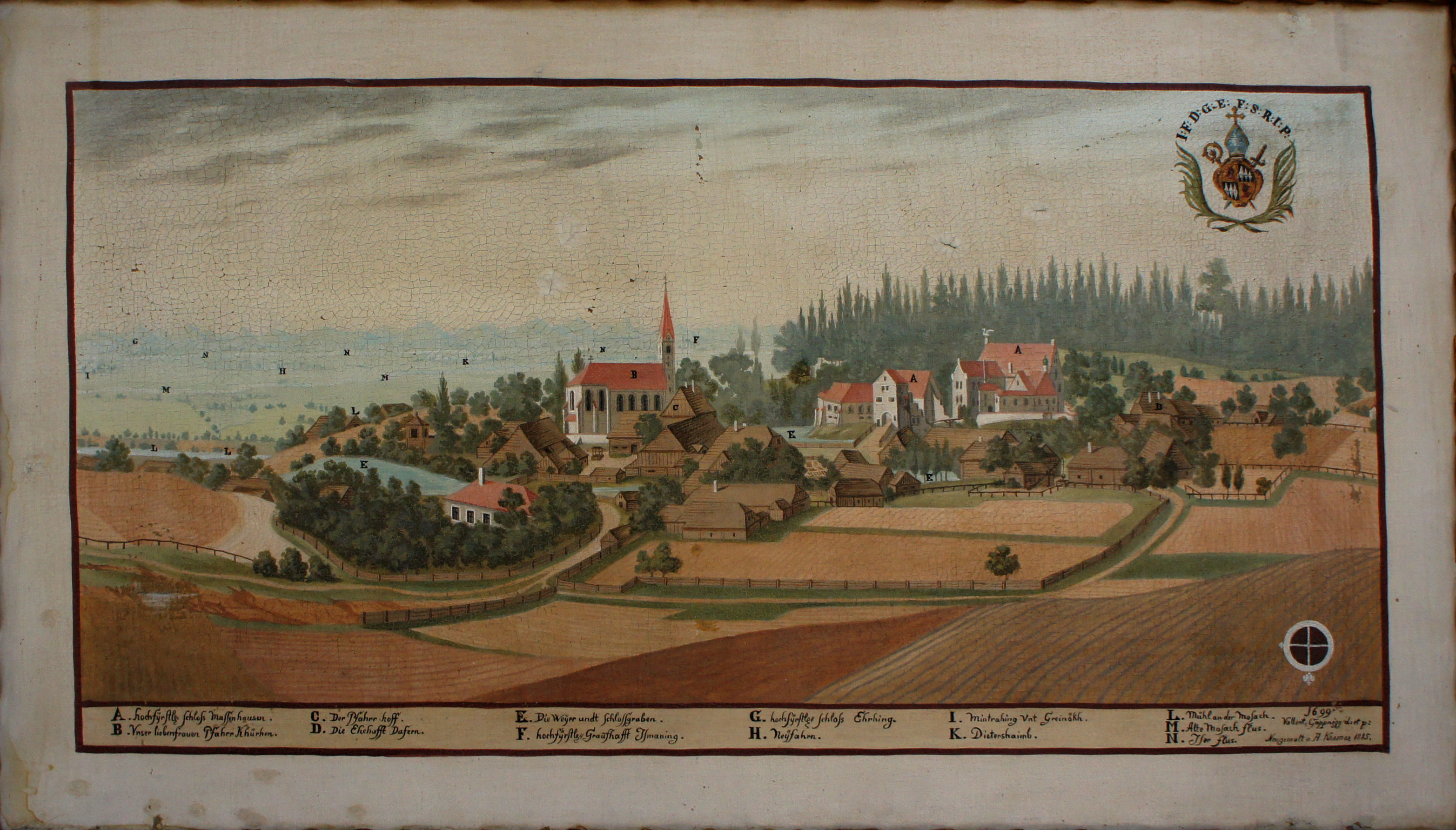
Massenhausen 1699 auf einem Gemälde im Fürstengang Freising

Erste Siedlungsspuren stammen aus der La-Tène-Zeit (500 v. bis 100 n. Chr.; jüngere Eisenzeit) von den Kelten. Spuren römischer Siedlungstätigkeit wurden bisher keine gefunden, aber man kann von einer langen Siedlungstradition ausgehen, da bereits 887 Massenhausen als Massinhuson in einer Schenkungsurkunde des Freisinger Bischofs Waldo erwähnt wurde. Bedeutung erlangte der Ort im Mittelalter als Sitz des Adelsgeschlechts  Massenhausen (Burg Massenhausen). Dieses stieg im Laufe des 13. Jahrhunderts zum vornehmsten bairischen Turnieradel auf und hatte das Marschallamt des bairischen Herzogs in seinem Besitz. Unter diesen bildete sich die Herrschaft Massenhausen heraus.

Wappen von Massenhausen nach Philipp Apian 1562

Nachdem die Massenhauser im Mannesstamm ausgestorben waren, erbte 1431 Hans von Fraunberg zu Haag die Herrschaft Massenhausen; die Fraunberger verkauften sie 1490 an die Grafen von Hardeck.
Fürstbischof Philipp von der Pfalz erwarb für das Hochstift Freising 1499 die – nördlich der älteren freisingischen Hofmark Ottenburg angrenzende – Hofmark Massenhausen mit umfangreichem Besitz und zahlreichen Dörfern. Es war eine geschlossene Hofmark; der Pfleger der freisingischen Hofmark Massenhausen hatte seinen Sitz im herrschaftlichen Schloss Massenhausen.
Im Dreißigjährigen Krieg wurde das Dorf 1632 von den Schweden unter Gustav II. Adolf und 1634 durch den Herzog Wilhelm von Sachsen-Weimar verwüstet. Auch unter dem Österreichischen Erbfolgekrieg 1740–1748 litt das Dorf; das Schloss wurde zerstört und der Pfleger zog nach Freising um.
Durch die Säkularisation 1803 kam Massenhausen an das Kurfürstentum Bayern. Im Rahmen des 2. Gemeindeedikts von 1818 wurde Massenhausen eine selbstständige Gemeinde. Am 1. Januar 1972 wurde die Nachbargemeinde Giggenhausen nach Massenhausen eingemeindet. Durch die kommunale Gebietsreform wurde Massenhausen am 1. Mai 1978 in die Gemeinde Neufahrn zwangseingemeindet.

Schloss Massenhausen nach einem Kupferstich von Michael Wening 1701–1726

1760 bestand Massenhausen aus 24 Anwesen, 1976 hatte die Gemeinde Massenhausen 1361 Einwohner auf einer Fläche von 23,41 km², das sind 58 Ew/km².
2013 hatte der Ort 1011 Einwohner; 539 männlich und 472 weiblich. Zwischen 1903 und 1958 gab es die Feldbahn Massenhausen zum Transport von Sand zum Bahnhof in Neufahrn. Seit der Eröffnung des Flughafens München leidet der Ort stark unter dem Lärm der startenden und landenden Flugzeuge.

## Grundherrschaft
Die Grundherrschaft Massenhausen entstand im 13. Jahrhundert. Man vermutet, dass die Grafen von Andechs die Vogtei über die Güter der Grundherrschaft hatten. 1248 starben die Gafen von Andechs in der männlichen Linie aus und das Gebiet erbten die Herzöge von Bayern, die es an die Massenhauser weitergaben.
Die freisingische Hofmark Massenhausen umfasste neben dem herrschaftlichen Schloss und dem Ort selbst auch Schloss Dasing (Täsingen) und Liegenschaften in Ainhofen, Aiterbach, Allershausen, Appercha (heute Gemeinde Fahrenzhausen), Ast bei Kranzberg, Bergkirchen, Fürholzen (heute Gemeinde Neufahrn), Gertlshausen, Gesseltshausen (heute Gemeinde Fahrenzhausen), Greißbach, Gremertshausen, Hagenau bei Kranzberg, Haindlfing, Hetzenhausen, Hörenzhausen; Jarzt, Klein- und Großeisenbach, Klein- und Großnöbach, Leonhardsbuch (alle Gemeinde Fahrenzhausen), Neufahrn, Pippenried, Schlipps, Thurnsberg (Gemeinde Kranzberg), Tötenried, Unterbruck (Gemeinde Fahrenzhausen), Wenig, Wengenhausen, und Zell. Ferner gehörten Häuser in Freising und Landshut dazu.

## Religion

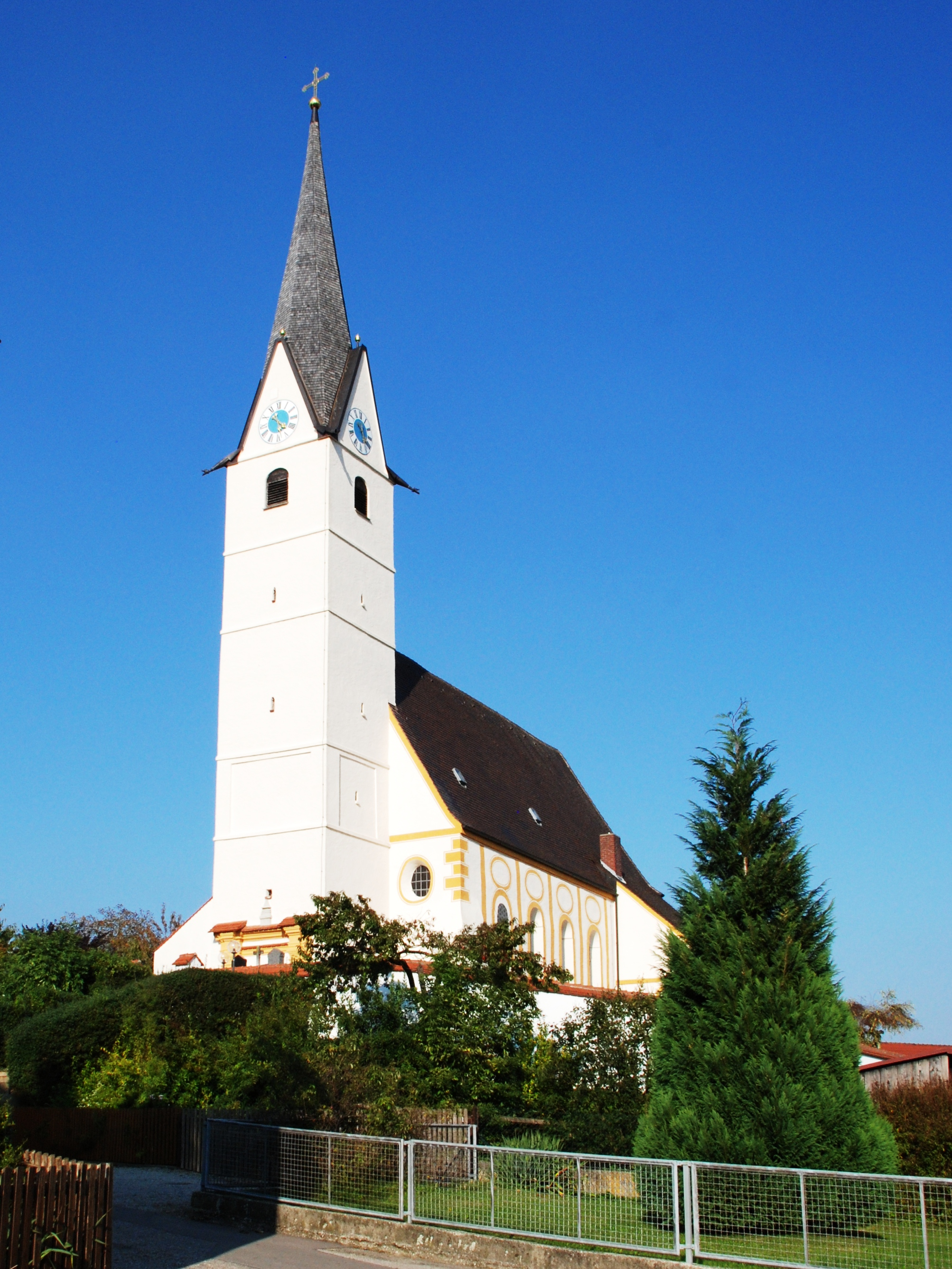
Kirche Mariä Heimsuchung in Massenhausen

Da der überwiegende Teil der Bevölkerung katholisch ist, gibt es nur eine katholische Kirche am Ort, die Kirche Mariä Heimsuchung. Es handelt sich um ein spätgotisches Bauwerk aus dem 14. Jahrhundert, das im 17. Jahrhundert im barocken Stil innen und außen (Fenster) umgebaut und vergrößert wurde. Daneben gibt es noch eine kleine Kapelle beim Petrihof aus dem Jahre 1936.
Die Schlosskapelle Heilig Kreuz im ehemaligen Schloss wurde im 18. Jahrhundert durch Kriegseinwirkung zerstört und nicht mehr aufgebaut.
Massenhausen gehört zum gleichnamigen Pfarrverband, zu dem auch St. Georg in Sünzhausen (Stadt Freising), St. Nikolaus in Gremertshausen (Gemeinde Kranzberg) und St. Stephanus in Fürholzen (Gemeinde Neufahrn) gehören.

## Kultur
Die Grundschule Massenhausen wurde nach der Eingemeindung geschlossen, es gibt keine Schulen mehr im Ort, aber einen Kindergarten („St. Elisabeth“). Folgende Vereine sind in Massenhausen ansässig:
- Bienenzuchtverein Massenhausen, gegründet 1905
- Burschenverein Massenhausen, gegründet 1921
- Freiwillige Feuerwehr Massenhausen
- Krieger- und Soldatenverein Massenhausen, gegründet 1875
- Ländlicher Reit- und Fahrverein Massenhausen e. V.
- Obstbauverein Massenhausen
- Sportclub Massenhausen, gegründet 1961, mit den Abteilungen Fußball, Eisstocksport, Gymnastik und Tennis
- Schützengesellschaft Massenhausen, gegründet 1866

## Politik
Massenhausen ist mit vier Vertreter im Neufahrner Gemeinderat vertreten: Silke Rößler (CSU), Frank Langwieser (CSU), Frank Bandle (Bündnis 90/Die Grünen) und Felix Bergauer (ÖDP).
Bei den letzten Kommunalwahlen im Jahr 2020 wurden in der Gemeinde Neufahrn (Gesamt) folgende Ergebnisse erzielt:
CSU (23,16 %), GRÜNE (27,64 %), Freie Wähler (18,23 %), AfD (4,64 %), SPD (9,75 %), FDP (2,86 %), BfN (6,68 %), ÖDP (6,06 %), Die Linke (0,97 %)
Die Wahlbeteiligung lag bei 51,45 %.

## Söhne und Töchter
- Jörg Modlmayr (1905–1963), Heimatdichter[16]